# Ginnastica ai Giochi della X Olimpiade - Salita alla fune
La competizione della salita alla fune di Ginnastica artistica dei Giochi della X Olimpiade si è svolta al Memorial Coliseum di Los Angeles il giorno 10 agosto 1932.

## Risultati
La classifica era determinata dal miglior tempo ottenuto nelle tre prove a disposizione.
| Pos.    | Atleta            | Nazione     | 1 prova | 2 prova | 3 prova | Totale |
| ------- | ----------------- | ----------- | ------- | ------- | ------- | ------ |
| Oro     | Raymond Bass      | Stati Uniti | 6"7     | 6"8     | 6"9     | 6"7    |
| Argento | William Galbraith | Stati Uniti | 7"0     | 6"8     | 7"0     | 6"8    |
| Bronzo  | Thomas Connolly   | Stati Uniti | 7"1     | 7"0     | 7"2     | 7"0    |
| 4       | Miklós Péter      | Ungheria    | 11"5    | -       | -       | 11"5   |
| 5       | Péter Boros       | Ungheria    | 11"6    | -       | -       | 11"6   |